# Antigene

Ogni anticorpo lega uno specifico antigene. L'interazione è simile a quella fra la chiave e la serratura.

Un antigene è una molecola in grado di essere riconosciuta dal sistema immunitario come estranea o potenzialmente pericolosa. Si definisce invece immunogena una sostanza in grado di stimolare il sistema immunitario a tentare di produrre anticorpi contro di essa. La sostanza può essere di provenienza ambientale o formarsi all'interno del corpo. Il sistema immunitario distrugge o neutralizza qualsiasi antigene che riconosca come estraneo e potenzialmente dannoso. 
Il termine antigene è un sostantivo maschile e aggettivo, composizione di anti (contro) e gene (da genetica, ovvero geni del DNA); esso viene in genere falsamente definito, in medicina, come generatore di anticorpi riferendosi a una molecola che si lega specificamente a un anticorpo. Al giorno d'oggi il termine si riferisce anche a qualsiasi molecola (o frammento di molecola) che può essere trasportata da un complesso maggiore di istocompatibilità (MHC) e presentato a un recettore delle cellule T. Gli antigeni "self" (appartenenti al nostro organismo) sono generalmente tollerati dal sistema immunitario. Al contrario gli antigeni "non-self" possono essere identificati come invasori e possono essere attaccati dal sistema immunitario.
Un immunogeno è un tipo specifico di antigene. Un immunogeno è una sostanza che è in grado di provocare una risposta immunitaria adattativa se iniettato da sola. Un immunogeno è capace di indurre una risposta immunitaria, mentre un antigene è in grado di combinarsi con i prodotti di una risposta immunitaria una volta che sono stati prodotti. I concetti, in parte sovrapposti, di immunogenicità e antigenicità, sono quindi leggermente diversi. Ricapitolando, l'immunogenicità è la capacità di indurre una risposta umorale e/o cellulo-mediata di tipo immune. L'antigenicità è invece la capacità di combinarsi specificamente con i prodotti finali della risposta immunitaria (cioè gli anticorpi secreti e/o i recettori di superficie presenti sulle cellule T). 
A livello molecolare, un antigene è caratterizzato dalla sua capacità di essere "legato" al sito di legame dell'antigene di un anticorpo. Si noti inoltre che gli anticorpi tendono a discriminare tra le strutture molecolari specifiche presentate sulla superficie dell'antigene (come illustrato nella figura). Gli antigeni sono generalmente proteine o polisaccaridi. Questo include parti (rivestimenti, capsule, pareti cellulari, flagelli, fimbrie e tossine) di batteri, virus e altri microrganismi. 
I lipidi e gli acidi nucleici sono antigeni solo quando si combinano con proteine e polisaccaridi. Antigeni non-microbici esogeni (non-self) possono includere pollini, albume d'uovo e proteine di tessuti e organi trapiantati o presenti sulla superficie di globuli rossi trasfusi. I vaccini sono esempi di antigeni immunogenici somministrati intenzionalmente per indurre immunità acquisita nel ricevente.

## Concetti correlati

### Epitopo
L'epitopo è la caratteristica distintiva della superficie molecolare di un antigene che è in grado di essere legata da un anticorpo (determinante antigenico). La singola molecola di antigene può contenere diversi epitopi riconosciuti da anticorpi differenti. Le molecole antigeniche, di solito "grandi" polimeri biologici, di norma presentano diverse caratteristiche di superficie che possono agire come punti di interazione per anticorpi specifici. Qualsiasi caratteristica distintiva molecolare costituisce un epitopo. Pertanto, la maggior parte degli antigeni può essere legata da anticorpi distinti, ciascuno dei quali è specifico per un particolare epitopo. Utilizzando la metafora della "chiave" e della serratura, l'antigene stesso può essere visto come un mazzo di chiavi - ogni epitopo è una sorta di "chiave" - ognuna delle quali può corrispondere a una serratura anticorpale diversa.

### Allergene
Una sostanza in grado di provocare una reazione allergica. La reazione dannosa può prendere il via dopo l'esposizione, l'ingestione, l'inalazione, l'iniezione o il contatto con la pelle.

### Superantigene
Una classe di antigeni che causano un'attivazione non specifica delle cellule T, con conseguente attivazione delle cellule T policlonali e rilascio massiccio di citochine.

### Tollerogeno
Un antigene che è in grado di indurre tolleranza immunologica, in pratica una sostanza che induce inattivazione funzionale specifica dei linfociti (una sorta di non risposta immunitaria specifica) a causa della sua forma molecolare. Se la sua forma molecolare viene cambiata, un tollerogeno può diventare un immunogeno.

### Immunoglobulina legante le proteine
Queste proteine sono in grado di legarsi ad anticorpi in posizioni diverse rispetto al sito di legame antigenico. Cioè, mentre gli antigeni sono il "bersaglio" degli anticorpi, le immunoglobuline leganti le proteine attaccano gli anticorpi.
La proteina A, la proteina G e la proteina L sono esempi di proteine che si legano fortemente ai vari isotipi di anticorpi.

## Origine del termine antigene
Nel 1899, Ladislas Deutsch (Laszlo Detre) (1874-1939) chiamò le sostanze ipotetiche a metà strada tra i costituenti batterici e gli anticorpi "sostanze immunogene o antigeni". Egli originariamente riteneva che queste sostanze fossero precursori degli anticorpi, così come lo zimogeno è il precursore di un enzima. Ma, dal 1903, egli comprese che un antigene induce la produzione di corpi del sistema immunitario (anticorpi) e scrisse che il termine antigene era la contrazione della parola "Antisomatogen = Immunkörperbildner".

## Origine degli antigeni
Gli antigeni possono essere classificati a seconda della loro classe.

### Antigeni esogeni
Gli antigeni esogeni sono antigeni che sono entrati nel corpo dall'esterno, per esempio tramite inalazione, ingestione, o iniezione.
La risposta del sistema immunitario agli antigeni esogeni è spesso subclinica. Attraverso processi di endocitosi o fagocitosi, gli antigeni esogeni sono catturati dalle cellule presentanti l'antigene (APC) e trasformati in frammenti. Le cellule APC quindi presentano i frammenti alle cellule T helper (CD4 +) grazie a molecole di istocompatibilità di classe II presenti sulla loro superficie. Alcune cellule T sono specifici per il peptide: il complesso MHC. Esse si attivano e cominciano a secernere citochine. Le citochine sono sostanze che possono attivare i linfociti T citotossici (CTL), le cellule B secernenti anticorpi, e i macrofagi.
Alcuni antigeni iniziano come antigeni esogeni, e poi diventano endogeni. Ciò avviene per esempio per i virus intracellulari. Antigeni intracellulari possono essere reimmessi in circolo a seguito della distruzione della cellula infettata.

### Antigeni endogeni
Gli antigeni endogeni sono antigeni che sono stati generati all'interno delle cellule come conseguenza del metabolismo della cellulare normale, oppure a causa di un'infezione intracellulare virale o batterica. I frammenti vengono presentati sulla superficie cellulare nel complesso MHC con molecole di classe I. Se attivate le cellule citotossiche CD8 T le riconoscono. Le cellule T secernono varie tossine che causano la lisi o l'apoptosi della cellula infettata. Gli antigeni endogeni comprendono antigeni xenogenici (eterologhi), autologhi, idiotipici e omologhi.

### Autoantigeni
Un autoantigene è generalmente una normale proteina o un complesso di proteine (e talvolta DNA o RNA) che viene riconosciuto dal sistema immunitario di pazienti affetti da una specifica malattia autoimmune. Tali antigeni dovrebbero, in condizioni normali, non essere il bersaglio del sistema immunitario, ma, a causa di fattori genetici e principalmente ambientali, la normale tolleranza immunologica per tali antigeni viene persa in questi pazienti.

### Antigeni tumorali
Gli antigeni tumorali o neoantigeni sono antigeni che vengono presentati dalle molecole del complesso di istocompatibilità maggiore MHC I e MHC II sulla superficie delle cellule tumorali. Tali antigeni possono talvolta essere presentati dalle cellule tumorali e non da quelle normali. In questo caso, essi sono chiamati antigeni tumore-specifici (TSA) e, in generale, sono il prodotto di una mutazione tumore-specifica. Più comunemente sono antigeni presentati da cellule tumorali e cellule normali, e sono chiamati antigeni associati al tumore (TAA). I linfociti T citotossici che riconoscono gli antigeni possono essere in grado di distruggere le cellule tumorali prima che proliferino o metastatizzino. Antigeni tumorali possono anche essere sulla superficie del tumore in forma di, ad esempio, un recettore mutato, nel qual caso saranno riconosciuti da cellule B.

### Antigeni nativi
Un antigene nativo è un antigene che non è stato ancora processato da una cellula APC (cellula presentante l'antigene) in parti più piccole. Le cellule T non sono in grado di legarsi ad antigeni nativi, ma richiedono che gli stessi siano prima elaborati dalle cellule APC. Al contrario le cellule B possono essere attivate dagli antigeni nativi.